# George Townshend (3e marquis Townshend)
George Ferrars Townshend, 3e marquis Townshend (13 décembre 1778 – 31 décembre 1855) est un homme politique et pair britannique.

## Biographie

### Jeunesse
Il est le fils aîné de George Townshend, 2e marquis Townshend de son épouse Charlotte Mainwaring-Ellerker. 
Son père, le fils aîné d'un marquis, est comte de Leicester et baron Ferrers de Chartley en 1782 pour services rendus à la couronne. 
Il est titré baron Ferrers de Chartley entre 1778 et 1807 puis comte de Leicester entre 1807 et 1811.
Lord Townshend, comme il est appelé après la mort de son père en 1811, fait ses études au Collège d'Eton et au Trinity College, à Cambridge.

### Mariage et scandale
Il épouse Sarah, fille et héritière de William Dunn Gardner, en 1807. Ils n'ont pas d'enfants et Sarah le quitte au bout d'un an, après l'avoir accusé d'être impuissant et d'avoir des relations sexuelles avec son secrétaire italien. Elle intente une action en annulation devant les tribunaux ecclésiastiques, mais très peu de temps après, elle s'enfuit avec un autre homme. Ainsi, le mariage n'est jamais dissous bien qu'elle ait commis un adultère en contractant un mariage bigame. À la suite de ce scandale, Townshend est déshérité par son père pour avoir porté atteinte à la famille et vit par la suite principalement à l'étranger.
En 1809, peu après avoir abandonné son mari, Sarah se marie (mariage légalement invalide) avec John Margetts, un brasseur de St. Ives. La cérémonie a lieu à Gretna Green. Ils ont plusieurs enfants qui portent le nom de leur père biologique jusqu'en 1823. Cette année-là, Sarah décide opportunément que les enfants devaient porter le nom de famille de son mari légal, ce qu'ils font ensuite. La situation strictement légale est que, puisque le mariage de Sarah n'a jamais été annulé, tous les enfants qu'elle aurait devraient être considérés comme la descendance de son mari et seraient ipso facto éligibles pour lui succéder dans ses domaines et titres. Dans cet esprit, le fils aîné John (20 juillet 1811 – 11 janvier 1903) est baptisé du nom de famille Townshend et prend le titre de courtoisie de "comte de Leicester". Il représente par la suite Bodmin à la Chambre des communes. En 1843, après que la loi le déclarant illégitime est adopté, il prend le nom de famille de sa mère, Dunn Gardner.
Alarmé par les prétentions de Sarah et de ses enfants, le frère cadet de Townshend, Charles (qui hériterait si Townshend n'avait pas de fils légitimes), demande en mai 1842 de délégitimer les enfants de Sarah. Townshend soutient la pétition et tous les enfants sont dûment déclarés illégitimes par une loi du Parlement de 1842. Sarah est décédée le 11 septembre 1858.

### Fin de vie
Townshend meurt à Gênes en décembre 1855, à l'âge de 77 ans. Son frère unique, Charles, le requérant dans l'affaire de la légitimité, l'a précédé dans la tombe et n'a laissé aucun fils. Par conséquent, le comté de Leicester s'éteint à la mort de Townshend, tandis que les baronnies de Ferrers de Chartley et Compton tombent en désaccord entre son neveu et sa sœur cadette. Son cousin germain, John Townshend, lui succède.

## Famille
Il épouse, le 12 mai 1807, Sarah Dunn-Gardner (1803-1877), fille de William Dunn-Gardner et de Jane Gardner. Ils n'ont pas d'enfants.